# Кастильєха-дель-Кампо
Кастильєха-дель-Кампо (ісп. Castilleja del Campo) — муніципалітет в Іспанії, у складі автономної спільноти Андалусія, у провінції Севілья. Населення — 653 особи (2010).
Муніципалітет розташований на відстані близько 410 км на південний захід від Мадрида, 29 км на захід від Севільї.

## Демографія
Динаміка населення (INE ):

## Галерея зображень

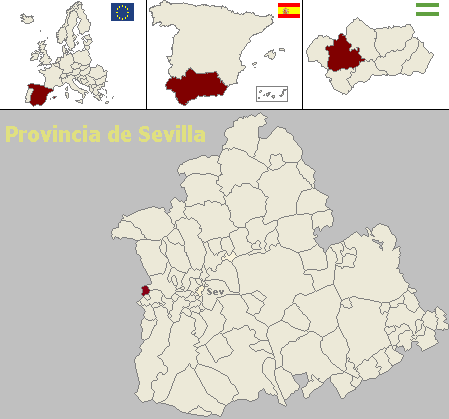
Розташування муніципалітету Кастильєха-дель-Кампо у провінції Севілья